# Liste des lacs des Pyrénées
Les lacs des Pyrénées sont naturels ou artificiels. Ils sont généralement d'origine glaciaire et sont classés en fonction de leur productivité biologique : on distingue ainsi les lacs verts, les lacs froids, les lacs de pelouse et les lacs polaires. La superficie moyenne des lacs des Pyrénées est de 16 ha.
Louis Audoubert, auteur de plusieurs livres et pyrénéiste, recense 2 512 lacs pour les Pyrénées françaises et espagnoles. Les limites d'altitude pour la classification « lacs de montagne » ont été définies par des textes officiels côté français à plus de 700 m pour les Pyrénées.
Le plus haut lac des Pyrénées semble être du côté espagnol, ce serait le lac de Coronado qui est perché à 3 190 m d'altitude. Le plus grand lac naturel aurait été le lac de Lanoux (Pyrénées-Orientales) à 2 213 m avec ses 84 ha (avant son rehaussement, en 1960), le plus grand lac artificiel (lac de barrage) serait le lac de Yesa avec 1 900 ha.

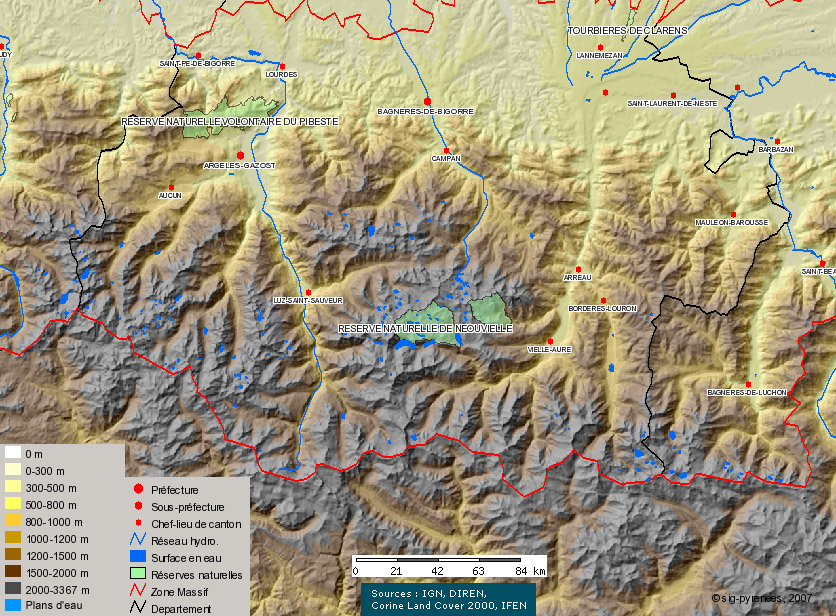
Le massif du Néouvielle et ses nombreux lacs - Hautes-Pyrénées, Occitanie, France.

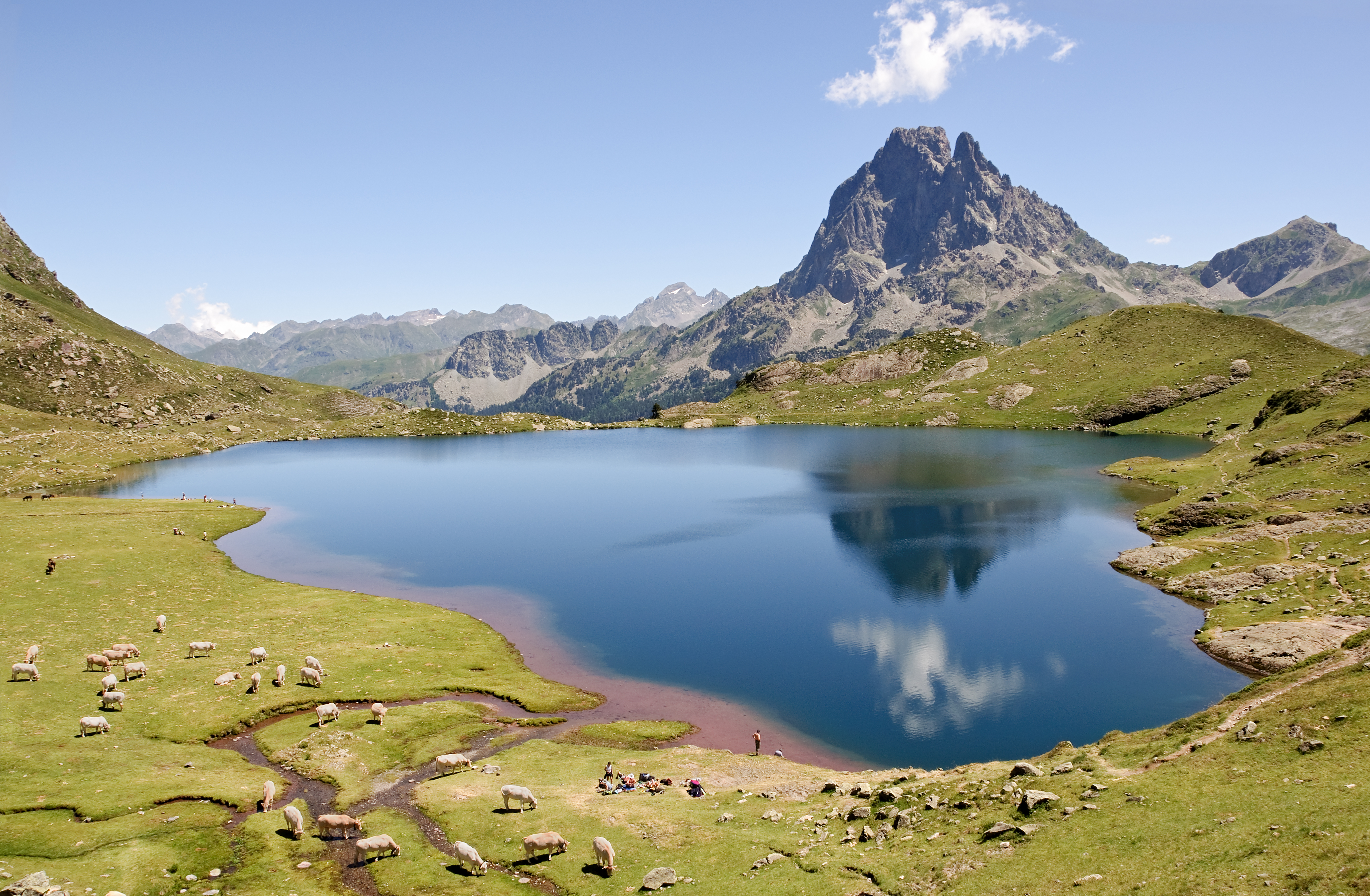
Le lac Gentau (1947 m et 9.3 ha) devant le pic du Midi d'Ossau - Vallée d'Ossau, Pyrénées-Atlantiques, Nouvelle-Aquitaine, France.

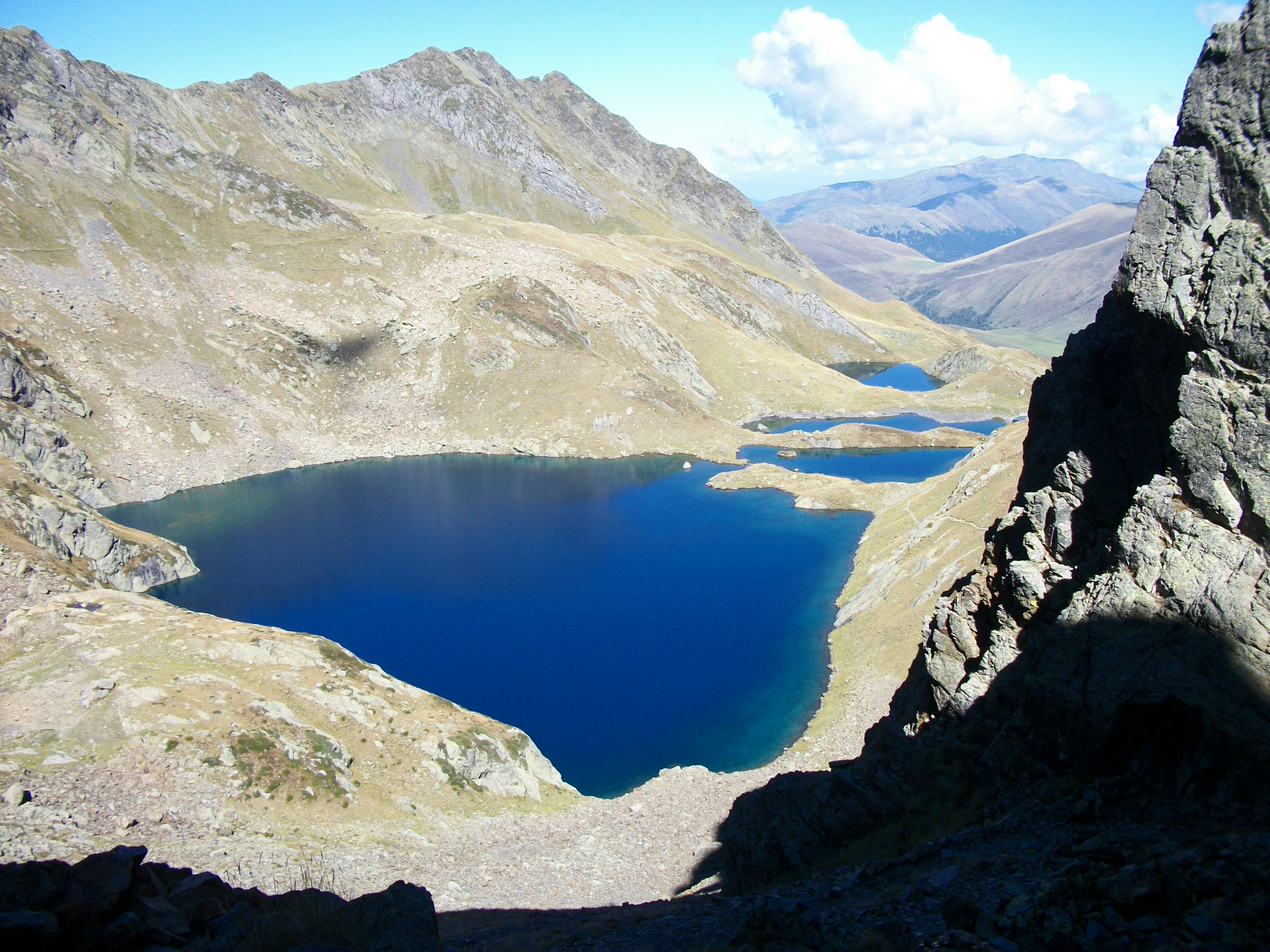
Les lacs de Vénasque.

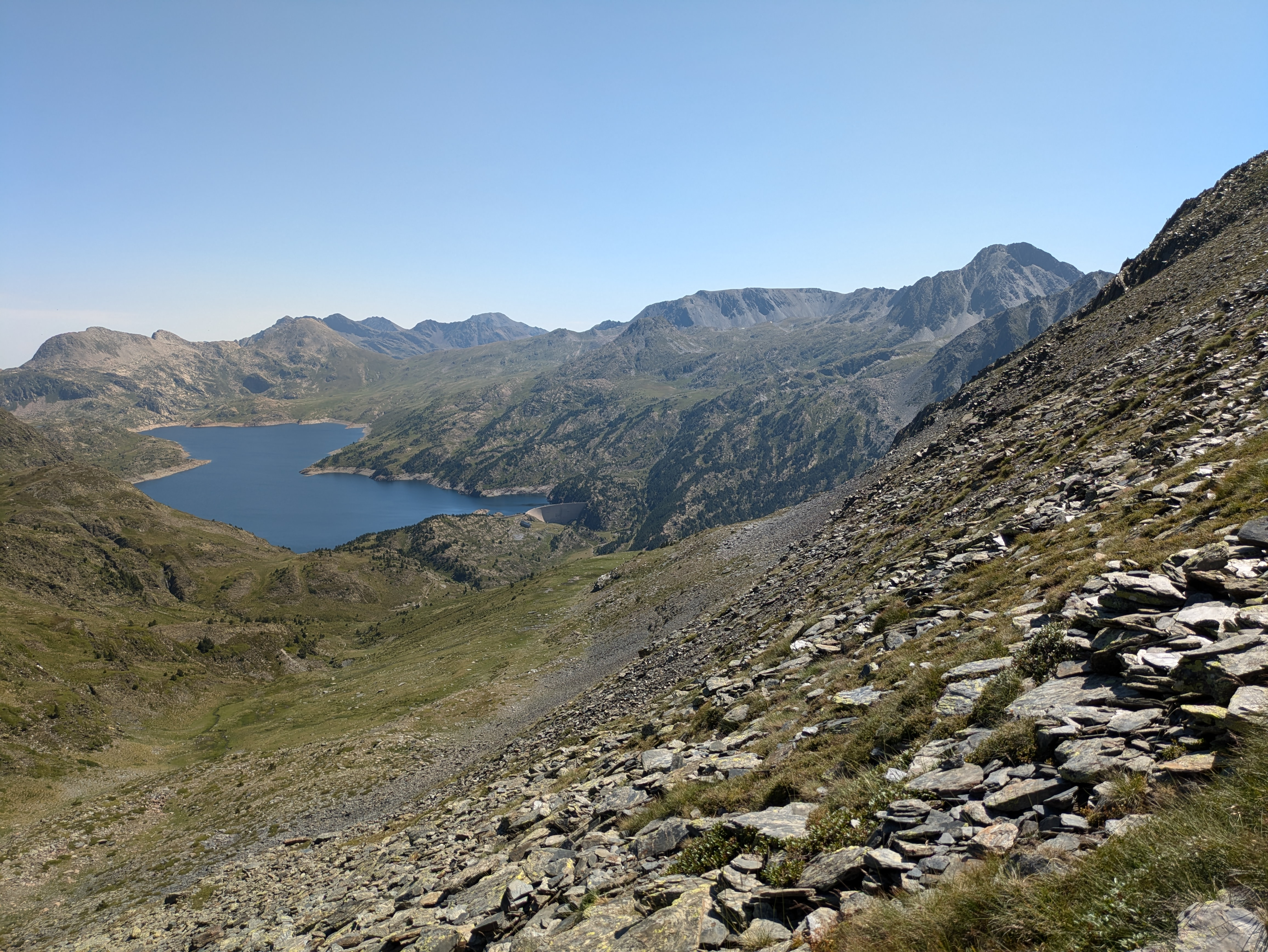
Étang de Lanoux.

## Pyrénées françaises

### Département des Pyrénées-Atlantiques

#### Vallée d'Aspe
Liste des lacs en vallée d'Aspe :
- Aspe
  - Lac de Lhurs
  - Lac d'Ansabère
  - Lac d'Ourbiette
  - Lac d'Arlet
  - Puits d'Arious
  - Lac du Peilhou
  - Lac d'Anglus
  - Lac du Montagnon

#### Vallée d'Ossau
Liste des lacs en vallée d'Ossau :
- Ossau aval
  - Lac de Castet
- Ossau amont
  - Lac d'Isabe
  - Lac de Sesques
  - Lac d'Er
- Vallée de Bious :
  - Lac d'Aule
  - Lac de Bious-Artigues
  - Lacs d'Ayous
    - Lac Gentau
    - Lac du Miey
    - Lac Roumassot

  - Lac Bersau
  - Lac Castérau
  - Lac Paradis
  - Plaa de las Baques
  - Lac de Houer
  - Lac de Moundehls
  - Lac de Peyreget
  - Lacs du col de Peyreget
  - Lac de Pombie
- Vallée du Brousset / Fabrèges
  - Lac de Fabrèges
  - Lac du Lurien
- Vallée du Soussouéou
  - Lacs du Clot des Espagnols
  - Lac de Labachotte
  - Lacs d'Ormélias
  - Lacs Milhas
  - Lac d'Artouste
  - Lacs de Batboucou
  - Lacs de Carnau
  - Lacs d'Estibère
  - Laquets d'Arrémoulit
  - Lacs d'Arrémoulit
  - Lac du Palas
  - Lac d'Arrious
- Vallée du Valentin / Gourette
  - Lac d'Anglas
  - Lac d'Uzious
  - Lac du Lavedan
  - Lacs de Louesque
  - Lacs du Plaa Ségouné
  - Lac de la Cinda Blanque

### Département des Hautes-Pyrénées

#### Val d'Azun
Liste des lacs du val d'Azun :
- Gave d'Arrens
  - Lac du Tech
  - Lac de Suyen
  - Lac des Touest
  - Lacs de Rémoulis
  - Lac des Tuts
  - Lac de Batcrabère inférieur
  - Lac de Batcrabère supérieur
  - Lac d'Ausseilla
  - Lac de Lassiédouat
  - Lac de Batbielh
  - Lac de Hautafulhe
  - Lac de Migouélou
  - Lac de Pouey Laün
  - Lacs de Micoulaou
  - Les Lacarrats
- Gave d'Estaing
  - Lac d'Estaing
  - Lac du Barbat
  - Lac de Langle
  - Lac de Plaa de Prat
  - Lac de Liantran
  - Lacs de Houns de Hèche
  - Lac du Hourat
  - Lac Noir de Bassia
  - Lac Blanc de Bassia
  - Lac Nère
  - Lac Long
  - Lac du Pic Arrouy
  - Lac de Bernat Barrau
- Ouzom
  - Lac de la Gélaque
  - Lac d'Arriste
  - Lac de Soum
- Argelès-Gazost
  - Lac d'Arcizans-Avant

#### Vallée de Cauterets
Liste des lacs de la vallée de Cauterets :
- Gave de Gaube
  - Lac de Gaube
  - Lac des Huats
  - Lac du Chabarrou
  - Laquets d'Estibe Aute
  - Lac Méya
  - Lacs d'Arraillé
- Marcadau - Embarrat
  - Lac du Paradis
  - Lac d'Embarrat inférieur
  - Lac d'Embarrat supérieur
  - Laquets du Pourtet
  - Laquet de la Pourtère
  - Lac du Pourtet
  - Lac de Bassia
  - Lac Nère
- Marcadau - Cambalès - Arratille
  - Lac de Cambalès inférieur
  - Lac de Cambalès supérieur
  - Grand lac de Cambalès
  - Laquets d'Opale
  - Lac d'Opale
  - Lac supérieur de la crête de Cambalès
  - Lac inférieur de la crête de Cambalès
  - Lac du col de Cambalès
  - Lac de Cambalès inférieur
  - Lac de Cambalès supérieur
  - Grand lac de Cambalès
  - Lac de Peyregnets de Cambalès
  - Laquets de Peyregnets de Cambalès
  - Lac de la Fache inférieur
  - Lac de la Fache supérieur
  - Lacs de Peterneille
  - Laquets Arrouys
  - Lacs du Couyèou Biel
  - Lac d'Arratille
  - Lac de la Badète
  - Lac du col d'Arratille
  - Lac Meillon
- Gave de Lutour
  - Lac d'Estom
  - Laquets d'Estibet d'Estom
  - Lac de Hount Hérède
  - Lacs d'Estibe Aute
  - Lac de Labas
  - Lac des Oulettes d'Estom Soubiran
  - Lac Couy
  - Lac de Malh Arrouy
  - Lac d'Aspé
  - Laquet du Lac Glacé
  - Lac Glacé d'Estom Soubiran
  - Petit lac du col des Gentianes
  - Lac des Gentianes
- Cambasque
  - Lac Noir d'Ilhéou
  - Lac Bleu d'Ilhéou
  - Laquet d'Hourat
  - Lac du Hourat
  - Lac d'Anapéou

#### Vallée de Barèges
Liste des lacs de la vallée de Barèges :
- Col du Tourmalet
  - Lac d'Oncet
  - Lac de Lahude
  - Lac d'Aouda
  - Erès Lagües
- Hauteurs de Betpouey
  - Lac du Pourtet
  - Lac de la Coume de l'Ours
- La Glère
  - Lac de la Glère
  - Lac de Coume Escure
  - Lac d'Astazou
  - Lac de Mounicot
  - Lac de la Mourèle
  - Lacs Verts (3 lacs)
  - Lac Bleu de Maniportet
  - Lac Glacé de Maniportet
  - Lac Det Mail
  - Lac de la Manche
  - lac de l'Oueil Nègre
  - Lac Estelat inférieur
  - Lac Estelat supérieur
- Le Bastan (Dets Coubous)
  - Lac et barrage dets Coubous
  - Lac de Dera Yunco
  - Lac Blanc
  - Lac de Tracens
  - Lac Nère
  - Laquet du lac noir
  - Lac Estagnol
- Le Bastan (Aygues Cluses)
  - Lac de Couyela Gran
  - Lac d'Agalops
  - Lac de Madamette
  - Laquet de Madaméte
  - Lac d'Aygues Cluses

#### Vallée de Luz-Saint-Sauveur
Liste des lacs de la vallée de Luz-Gavarnie :
- Ardiden
  - Lac de l'Espuguette
  - Lac Laguës
  - Lac de Cantet
  - Lac Herrat
  - Lac de Casdabat
  - Lac Grand d'Ardiden
  - Lac de Lahazère
  - Lac de Pène
  - Lac de Badet
- Bastampe
  - Lac de Bastampe
  - Laquets de Bastampe
  - Lac de Litouèse
- Vallée de Cestrède
  - Lac de Cestrède
  - Lac de Treulet
  - Lac d'Antarrouyes
  - Lac Noir
  - Lac du Col de Culaus
  - Lacot d'Era Oule
- Gavarnie-Gèdre
  - Lac des Gloriettes ou Barrage des Gloriettes
  - Lac de Bassia
  - Barrage d'Ossoue ou Lac d'Ossoue
  - Lac de Pouey Mourou
  - Lac du Cardal
  - Lacs du Montferrat
  - Laquet du Montferrat
  - Lac des Espécières ou de Luhos
  - Lacs des Aires
  - Lac de Serre Longue
  - Lac d'Esbarris
- Pragnères
  - Laquet de Maucapera
  - Lac de Maucapera
  - Lac de Rabiet
  - Lac de Couyela det Mey
  - Lac de Bugarret
  - Lac Tourrat
  - Laquet du Tourrat
  - Lac de Crabounouse
- Isaby
  - Laquet de retenue du lac d'Isaby
  - Lac d'Isaby
  - Lac dets Plagnous

#### Vallée de Campan
Liste des lacs de la vallée de Campan :
- Adour de Payolle
  - Lac de Payolle
  - Lac d'Aygue Rouye
  - Lac d'Arizes
  - Lac d'Artigues de Gripp
  - Barrage de Castillon du Tourmalet
  - Lac de Porteilh
  - Reservoir des Laquets
  - Lac de Caderolles
  - Lac de Gréziolles
  - Lac de Cloutou
  - Laquet de Cloutou
  - Laquet de Greziolles
  - Lac Noir
  - Lacs de La Touyague
  - Lacs du Bec d'Aouque
  - Lac du Campana
  - Lac Arrédoun
  - Lac de L'Aile ou de L
  - Lac de la Hourquette
  - Lac de Montarrouye
  - Lac de Cul des Gourgs
  - Lac d'Arou
- Adour de Lesponne
  - Lac d'Ourrec
  - Lac de Bassias
  - Lac Bleu de Lesponne
  - Lac Vert
  - Laquette de Pouzac
  - Lac de Peyrelade
  - Lac de Binaros inférieur
  - Lac de Binaros supérieur
  - Lac de L'Œuf
- Montaigu
  - Lacs de Montaigu
  - Lac d'Ousse

#### Vallée d'Aure
Liste des lacs de la vallée d'Aure :
- Aulon
  - Lac de Portarras
- Néouvielle - Oule
  - Lac de l'Oule
  - Lac de Bastan inférieur
  - Laquet du Milieu inférieur
  - Lac de Bastan du Milieu
  - Laquet du milieu Supérieur
  - Lac de Bastan supérieur
  - Lac de Port-Bielh (ou de Bastan)
  - Laquets de Port-Bielh
  - Laquet des Guits
  - Laquet de Coste Oueillère
  - Laquet de Coste Oueillère ou Laquette des scientifiques
  - Lac de Gourguet
  - Lac des Guits
  - Gourg Nère ou Lac Nère (Vielle-Aure)
  - Lac de Bastanet supérieur
  - Lac de Bastanet inférieur
- Néouvielle - Vallon Estibère
  - Les Boudiguès
  - Lac du Pé d'Estibère ou du Cascaret
  - Lac d'Anglade
  - Lac de l'Ours
  - Lac de l'Ile
  - Lac supérieur d'Estibère
- Néouvielle - Cap de Long
  - Lac d'Orédon
  - Les Laquettes
  - Lac d'Aubert
  - Lac du Pays Baché
  - Lac d'Aumar
  - Gourg de Rabas
  - Lac de Cap-de-Long
  - Gourg de Cap de Long
- Vallon de la Géla
  - Lac de Badet
  - Lac de Barroude petit
  - Lac de Barroude
  - Lac de Catchet
  - Lac de Héchempy
- Rioumajou
  - Barrage de Rioumajou
  - Lac de Sarrouès
  - Laquet de Consaterre
  - Lac de Consaterre grand
  - Lac de Consaterre petit
- Azet
  - Lac de Lustou
  - Lacs des Miares
  - Lac de Sarrouyes

#### Vallée du Louron
Liste des lacs de la vallée du Louron :
- Val Louron
  - Lac de Génos-Loudenvielle ce lac appartient à la commune de Génos pour les 2/3 de sa superficie
  - Lac d'Avajan
  - Lac de Pouchergues
  - Lacs d'Aygues Tortes
  - Lac de la Soula
  - Lac de Clarabide
  - Lac de Caillauas
  - Lac des Isclots des Gourgs Blancs
  - Laquet du Milieu des Gourgs Blancs
  - Lac du Milieu des Gourgs Blancs
  - Lac supérieur des Gourgs Blancs
  - Lac de Hourgade
  - Lacs de Nère
  - Lac de Nère Arrouge
  - Lac du Pic de l'Abeillé
  - Laquet de Nère Arrouge
- Bareilles
  - Lac de Bareilles ou de Bordères

### Département de la Haute-Garonne

#### Vallée de Luchon
Liste des lacs de la vallée de Luchon :
- Neste d'Oô
  - Boum de Soulas
  - Le Laouay
  - Lac de Sadagouaus
  - Boum Alech
  - Lac d'Oô
  - Lac d'Espingo, 1 882 m
  - Lac de Saoussat
  - Lacs des Spijeoles
  - Lac Belloc
  - Lac de la Coume de l'Abesque
  - Lac du Portillon
  - Lac Glacé d'Oô, 2 664 m
- Lys
  - Lac Noir, 1 900 m
  - Lac Vert, 2 004 m
  - Lac des Grauès, 2 042 m
  - Lac Bleu, 2 265 m
  - Lac Charles, 2 291 m
  - Lac Célinda, 2 395 m
  - Lac de Port Bielh, 2 424 m
  - Lac d'Enfer, 2 430 m
  - Lac des Crabioules, 2 584 m
  - Lac de Planet, 2 807 m
- La Pique
  - Lac du Maille
  - Lac de Montagnette
  - Lacs de Vénasque
  - Étang de la Frêche
  - Étangs de dessus et de dessous
- Garonne
  - Lac de Burat
  - Étang de Saint-Béat
  - Étang de Sasplays
  - Lac d'Uls

### Département de l'Ariège

#### Plantaurel(piémont)
- Lac de Filleit
- Lac de Mondely

#### Quercob(piémont)
- Lac de Montbel

#### Castillonnais
Liste des lacs du Castillonnais :
- Vallée du Biros-Lez
  - Barrage d'Urets
  - Étang d'Araing
  - Étang de Chichoué
  - Étang de Floret
  - Étang d'Albe
  - Étang d'Uls
  - Laquet du Mail de Luzes
- Le Riberot
  - Étangs de la Montagnette
  - Étang du Tuc du Mil
  - Étangs de Bédérech
  - Étang Rond
  - Étang Long
  - Les Estagnous
  - Étang de Milouga
  - Étang d'Arauech
  - Étang de Cruzous
- Vallée de Bethmale
  - Étang d'Ayès
  - Étang de Bellonguère
  - Étang d'Eychelle
  - Étang de Bethmale

#### Haut-Salat
Liste des lacs du bassin du Haut-Salat :
- Haut Salat
  - Étang de Pra Matau
  - Étang d'Areau
  - Laquet du Mail
- Alet
  - Étang de la Lacarde
  - Étang d'Alet
  - Laquets du Milieu
  - Étang de Montabone
  - Étang de la Hillette
  - Étang de la Piède
  - Étang de l'Astoue
  - Étang de Réglisse
  - Étang de la Crouzette
- Vallée du Garbet
  - Étang d'Aubé
  - Étang de Guzet
  - Étang du Turon d'Ars
  - Étang de la Hille de la Lauze
  - Hille de l'étang
  - Étang de las Touetos
  - Étang de Cabanas
  - Étang du Garbet
  - Étang Bleu
  - Étang de Labant
- Massat
  - Étang de Lers
  - Estagnon de Barres

#### Vicdessos
Liste des lacs de la vallée de Vicdessos :
- Vallée de Courbière
  - Étang Bleu de Courbière
  - Étang Long de Courbière
  - Étang des Rives
  - Étang du Tirou
  - Étang d'Artax
  - Gourg Estagnole
- Port de Lers
  - Étang d'Arbu
- Bassiès
  - Étang d'Alate
  - Étang d'Escalès
  - Étang Long de Bassiès
  - Laquet Étang Majeur
  - Étang Majeur
  - Étang du Pla de la Font
  - Étang Mort
  - Étang de Légunabens
  - Étang de Sigriou
  - Étangs de Lavants de L'Escale
  - Étangs du Sarrat de Montestaure
- Artigue
  - Étang de la Coumette d'Ayguenouilles
  - Étang de Bentéfarine
  - Étang de Montecourbas
  - Étang de Montestaure
  - Étang du Pinet
  - Étang d'Estats
  - Étang du Montcalm
  - Étang de la Coumette d'Estats
  - Étang Sourd
- Soulcem
  - Étang de Canalbonne supérieur (Riufret)
  - Étang de Canalbonne (Riufret)
  - Étang de Riufret
  - Barrage de Soulcem
  - Étang de Caraussans
  - Étang des Clots
  - Étangs du Picot
  - Étangs de la Gardelle
  - Étang de Canalbonne (Gardelle)
  - Étang de la Soucarrane
  - Étang de Roumazet
  - Étang mort de Roumazet
  - Étang de Riou blanc
  - Étang de Médécourbe
  - Étangs des Lavans
- Izourt
  - Barrage d'Izourt
  - Petit étang Fourcat
  - Étang Fourcat
  - Étang de la Oussade
  - Étang de la Goueille
  - Étang de Petsiguer
- Vallée de Siguer :
  - Barrage de Gnioure
  - Étangs de Marqueille
  - Étangs de l'Albeille
  - Étang du Rouch
  - Étangs de Neych
  - Étang de Brouquenat
  - Estagnol de Monescur
  - Étang de Peyregrand
  - Étang des Redouneilles des vaches
  - Étang des Redouneilles des brebis
  - Étangs des Llassiès
  - Étang Blaou

#### Vallée d'Ax-les-Thermes

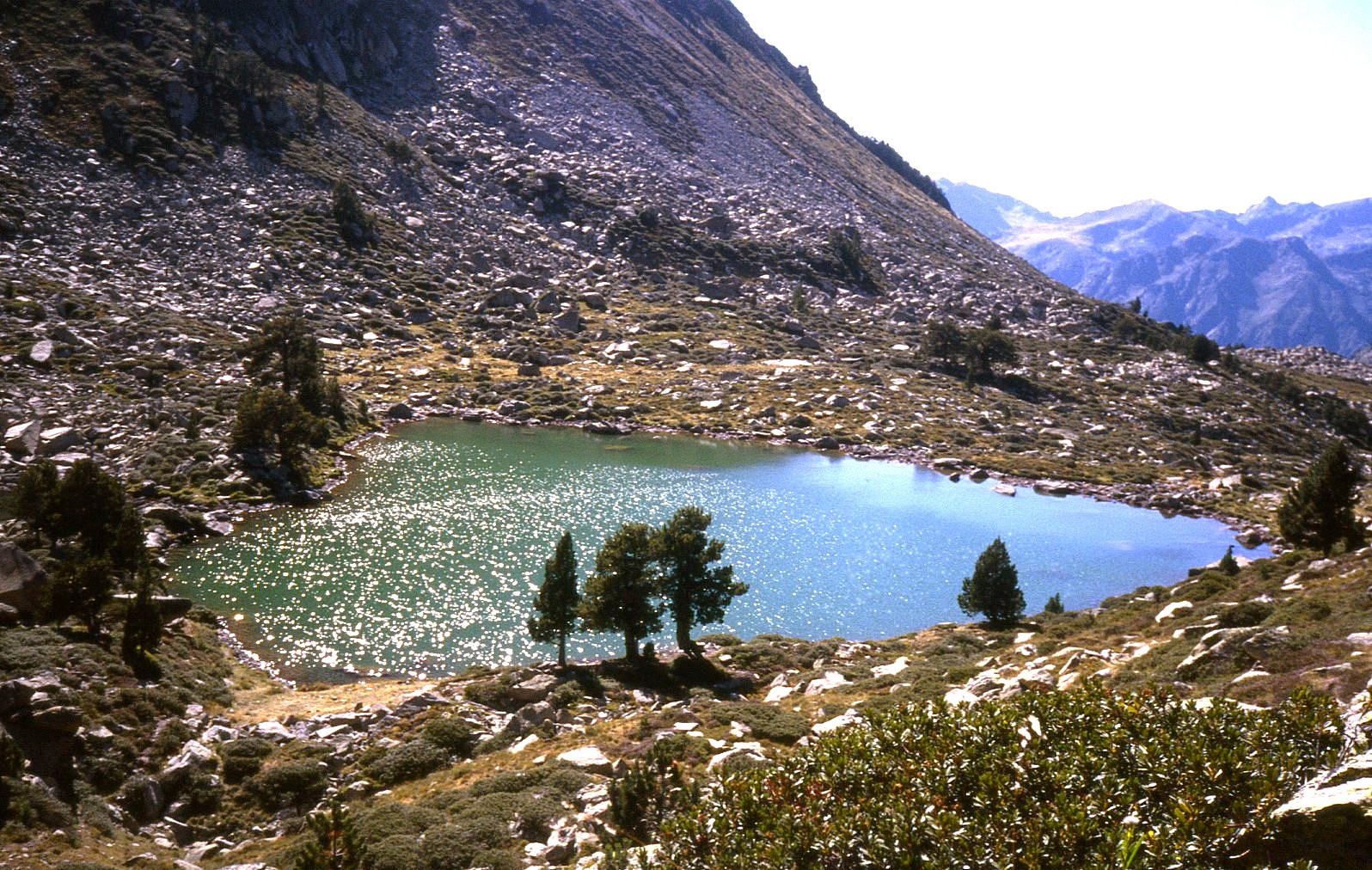
Le plus bas des étangs Moulsut, haute vallée de l'Ariège.

Liste des lacs de la vallée d'Ax :
- Appy
  - Étang d'Appy
- Savignac
  - Lac des Cloutels
  - Étang d'Embizon
  - Le petit Estagnol
  - Étang Bleu
- Haute vallée de l'Ariège
  - Étang de Comte
  - Étang Vidal
  - Étang de Couart
  - Étangs de l'Albe
  - Étang de Pédourrés
  - Barrage de Baldarques
  - Étang d'Escabes
  - Étangs de Régalécio
  - Étang de Moulsude
  - Étang de Sisca
  - Barrage du Sisca
  - Étang des Bésines
  - Font Glaciale
  - Étangs Moulsut
  - Étang Soula Coulumé
  - Étang Auriol
  - Etangs de Grat Casal
  - L'Estagnas
  - Étangs de Madides
  - Jasse de la Parade
- Lauze
  - Barrage de Goulours
  - Etangs de Bauzeille

#### Vallée d'Aston
Liste des lacs de la vallée d'Aston :
- Aston
  - Étang de Larnoum
  - Étang de Mille Roques
  - Étangs de Carau
  - Étang de la Sabine d'en-Bas
  - Étang de la Sabine d'en-Haut
  - Étang de Thoumasset
  - Étang de Soulanet
  - Étang de Coume d'Ose
  - Étang des Castellasses
  - Étang noir des Castellasses
  - Étang de la Peyre
  - Barrage de Riète
  - Étang de Laparan
  - Étang de Cabaillère
  - Étang noir de Cabaillère
  - Étang de Mirabail
  - Étang de la Coume de Varilhes
  - Étang de Fontargente grand
  - Étangs de Fontargente
  - Petit Estagnol
  - Étang de l'Estagnol
  - Étang de Joclar
  - Étang de Ruille
  - Étang de Montaut

#### Vallée d'Orlu
Liste des lacs de la vallée d'Orlu :
- Orlu
  - Lac de Campauleil
  - Lac d'Aygue Longue
  - Étang de Naguilles
  - Étang Déroun
  - Étang Tort
  - Étangs de la Coume d'Agnel bas
  - Étangs de la Coume d'Agnel haut
  - Étang des Peyrisses Bas
  - Laquet Peyrisses
  - Étang des Peyrisses Haut
  - Étangs d'en Beys
  - Gourg Gaudet
  - Étang de la Couillade
  - Lacquet du Ruisseau de l'étang Faury
  - Étang de la Grave Bas
  - Etang de la Grave Haut
  - Étang Faury
  - Étangs de la Portella d'Orlu
  - Étang des Llauses
  - Llerbes
  - Étang de Baxouillade

#### Donezan

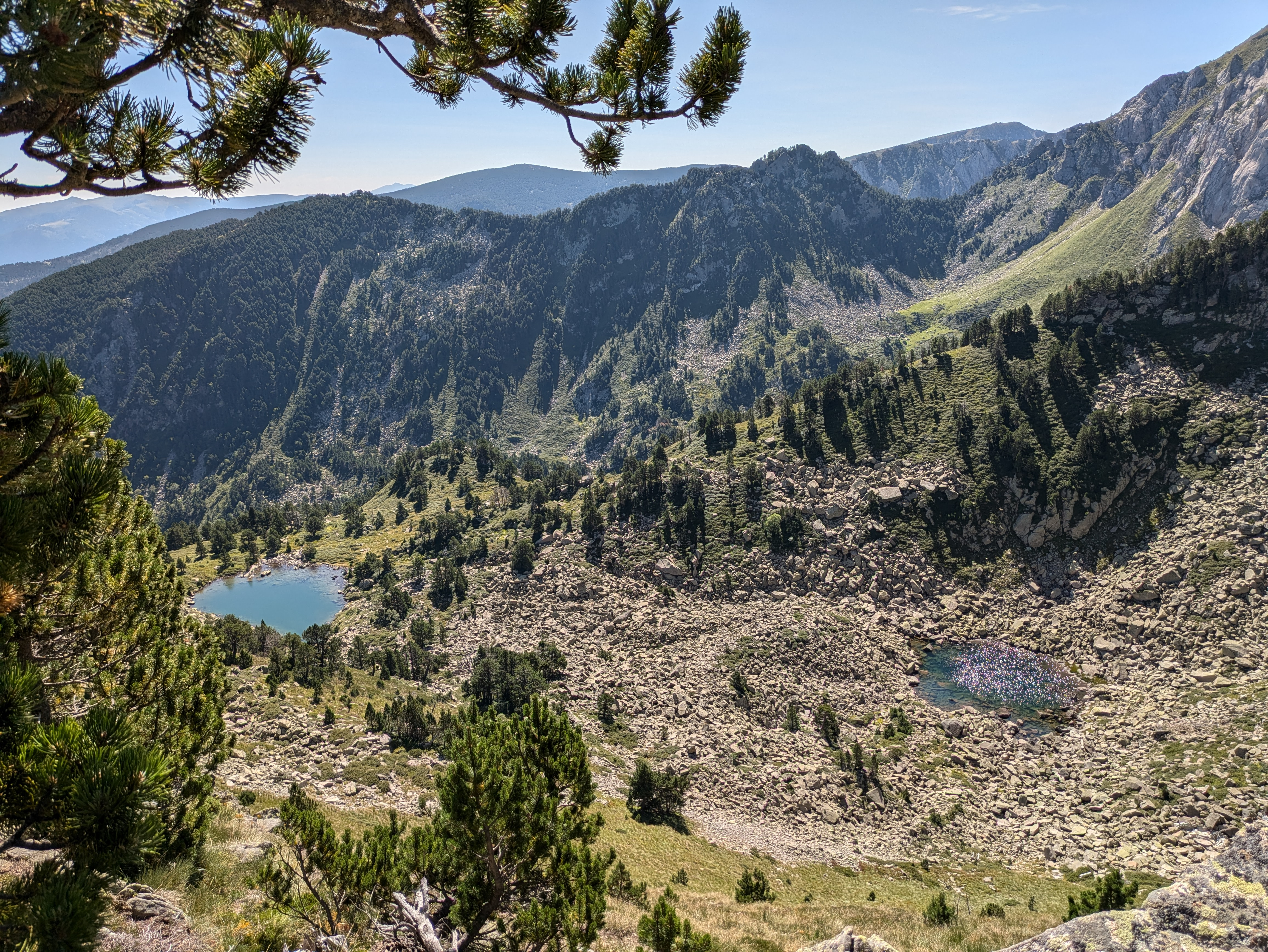
Étangs de la Camisette.

Liste des lacs de Donezan :
- Donezan
  - Étang de Rabassoles bas
  - Étang de Rabassoles bleu
  - Étang de Rabassoles noir
  - Étang de l'Estagnet
  - Étang de Balbonne
  - Étang Petit
  - Étang de la Musique
  - Étang de Laurenti
  - Étang de Quérigut
  - Étangs de la Camisette
  - Barrage de Noubals

#### Massif de Tabe
Liste des lacs du massif de Tabe :
- Mont Olmes
  - L'Estagnolette
  - Étangs de Fage Belle
  - Étang des Truites
  - Étang du Diable
  - Étang de Moulzoune (barrage)
  - Étang Supérieur
  - Étang Tort
  - Étang de Beseil
  - Étang de la Grenouillère (Ariège)
  - Étang de Prat Mau

### Département des Pyrénées-Orientales

#### Carlit
Liste des lacs du Carlit :
- Peric
  - Grand Bleu
  - Petit Bleu
  - Grande Llose
  - Les 3 Prigues
  - L'étang Bas
  - L'étang inféfieur
  - Le Haricot
  - Estany de L'Esparbé
  - La petite Llose
  - Balmette
- Les Bouillouses
  - Barrage des Bouillouses
  - Vivé
  - Estany Noir
- La Grave
  - Estany del Racou
  - L'Estanyol ou lac de Pradet
  - Estany de la Grava
- La Calme
  - Estany de la Pradella
  - Noir d'en bas
  - Long d'en Bas

#### Cerdagne
Liste des lacs de Cerdagne, :
- Angoustrine
  - Estany Sec
  - Estany de la Comassa
  - Estany Llat
  - Estany Llong
  - Estany de Vallell
  - Estany de les Dugues (à cheval sur deux bassins versants : l'Èbre et la Têt, ce qui est exceptionnel[20],[22])
  - Estany de Castellà
  - Estany d'en Gombau
  - Estany de Trebens
  - Estany de Sobirans
  - Estanys de la Coma del Forats
  - Estany de Coll Roig
  - Les Estanyets
- Castel Isard
  - Estany de Coma d'or
  - Barrage du Passet
  - Font Vive
  - Lac et barrage du Lanoux
  - Lanouzet
  - Rouzet
  - Les Castels Izard
  - Fourats
  - Serre des Cheminées
- Carol
  - Estany Gros
  - Estany Petit
  - Estany Negre
  - Estany de Font Negra
  - Estany dels Pedrons
  - Estany de l'Ocri de la Vinyola
  - Barrage de l'Estanyol

#### Haute vallée de l'Aude
Liste des lacs du Capcir, dans la haute vallée de l'Aude :
- Camporeils
  - La petite Llose
  - Les Boutassous
  - Étang de la Balmette
  - Étang de Balcéra
- Aude
  - Lac d'Aude
  - Barrage de Matemale
  - Barrage de Puyvalador
- Camporeils - Lladure
  - Bassetes aval
  - Estany del Mig
  - Estany Gros
  - Petit Rond
  - Étang Long
  - Bassetes amont
  - Étang Rond
  - Bassetes supérieurs
  - Estany du coll de l'Homme Mort
  - L'Herbier
  - Le Canard
- Camporeils - Galbe
  - L'étang du diable
  - Étangs de la Portella d'Orlu

#### Haut-Conflent
Liste des lacs du Haut-Conflent :
- Evol
  - Gorg Negre ou lac d'Evol
- Nohèdes
  - Étang de Soucarrades ou du Clemens
  - Gorg Estelat ou lac de Nohèdes
  - Gorg Blau
- Riv de Cabrils - Sensa
  - Les Estagnols
- Vallée de la Carança
  - Estany Blau de Carança (étang bleu)
  - Estany de Carança
  - Estany Negre (étang noir)

Lacs de la vallée de la Carança
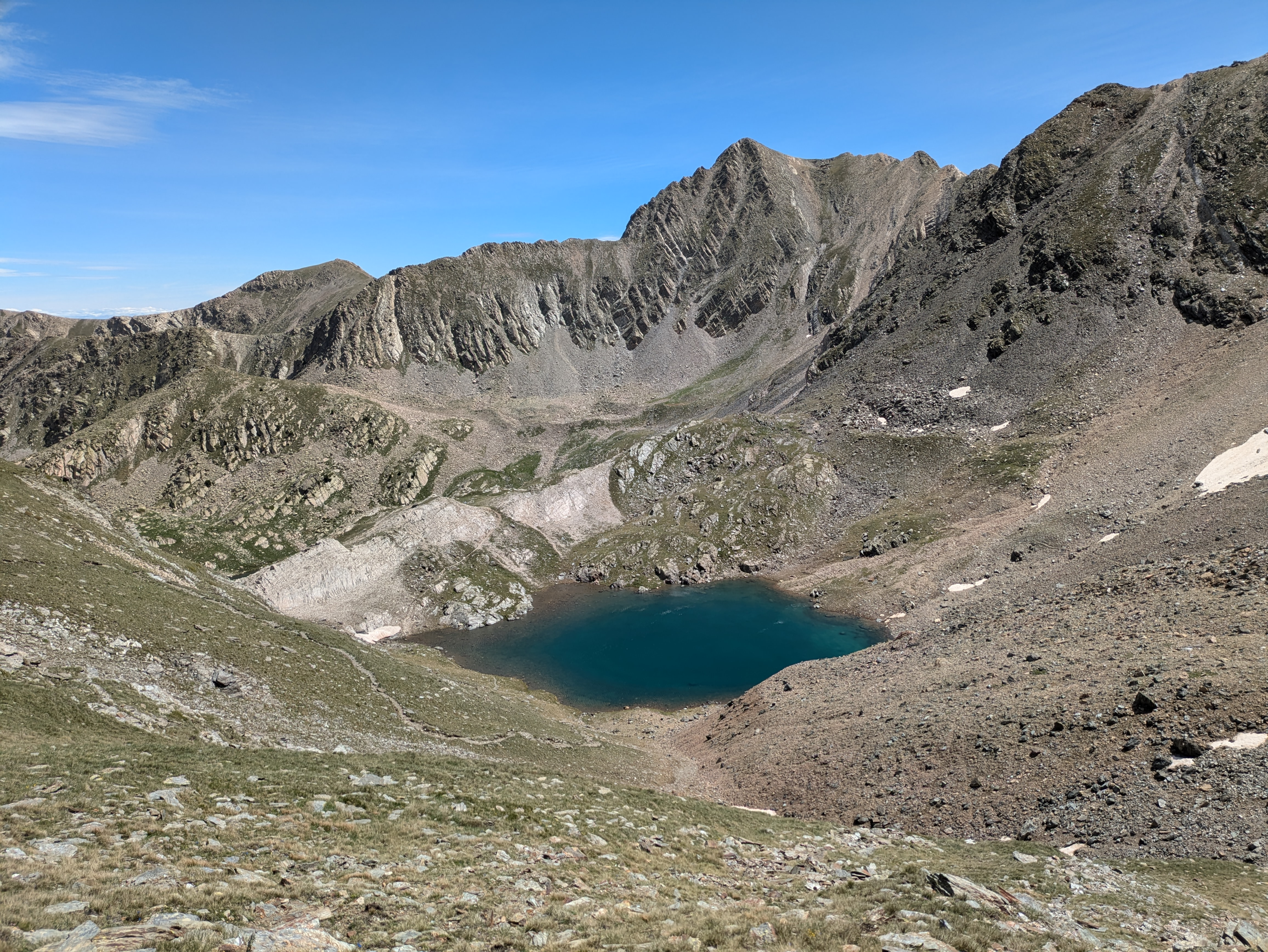
Estany Blau, 2 590 m.
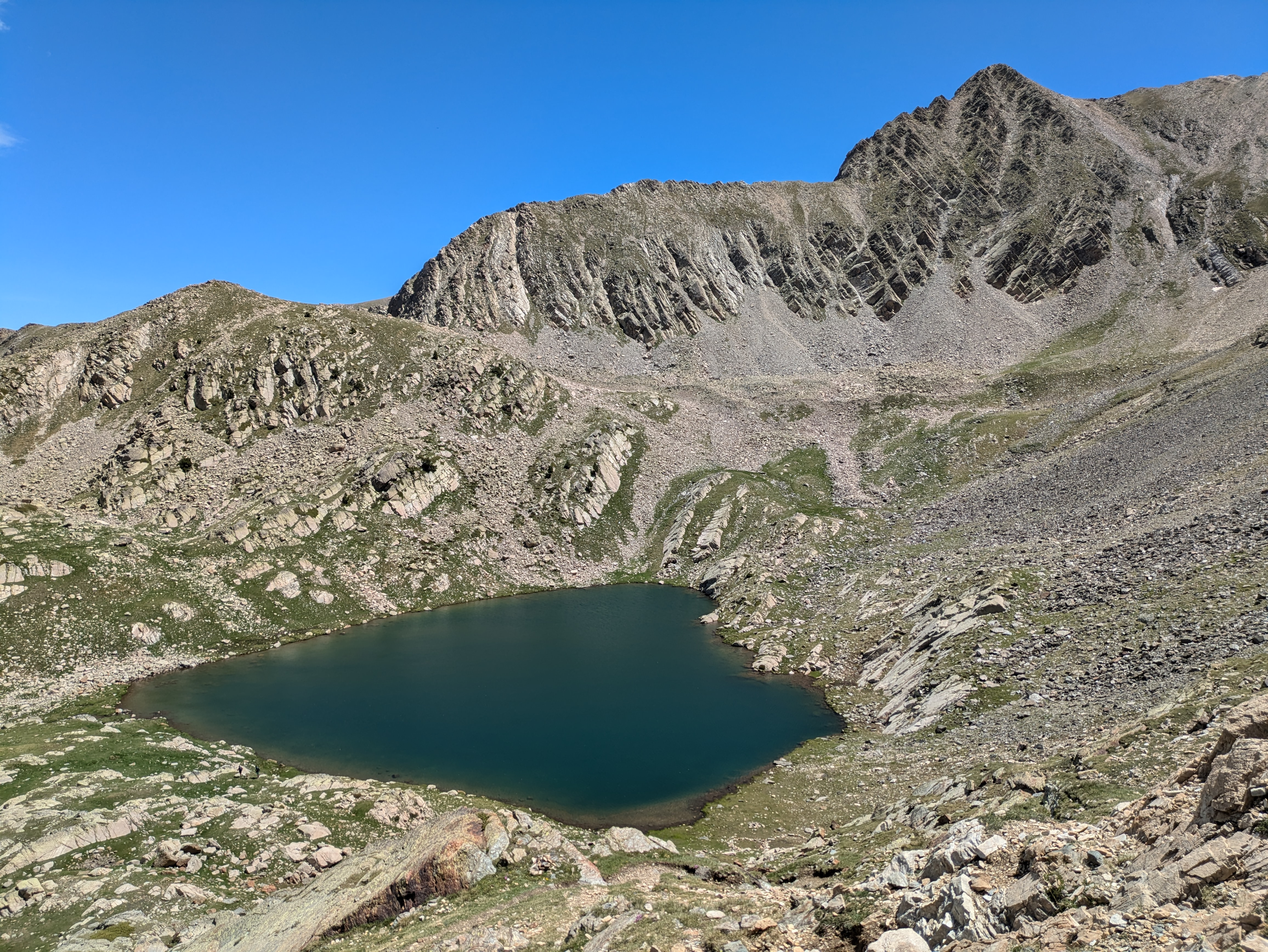
Estany Negre, 2 510 m.
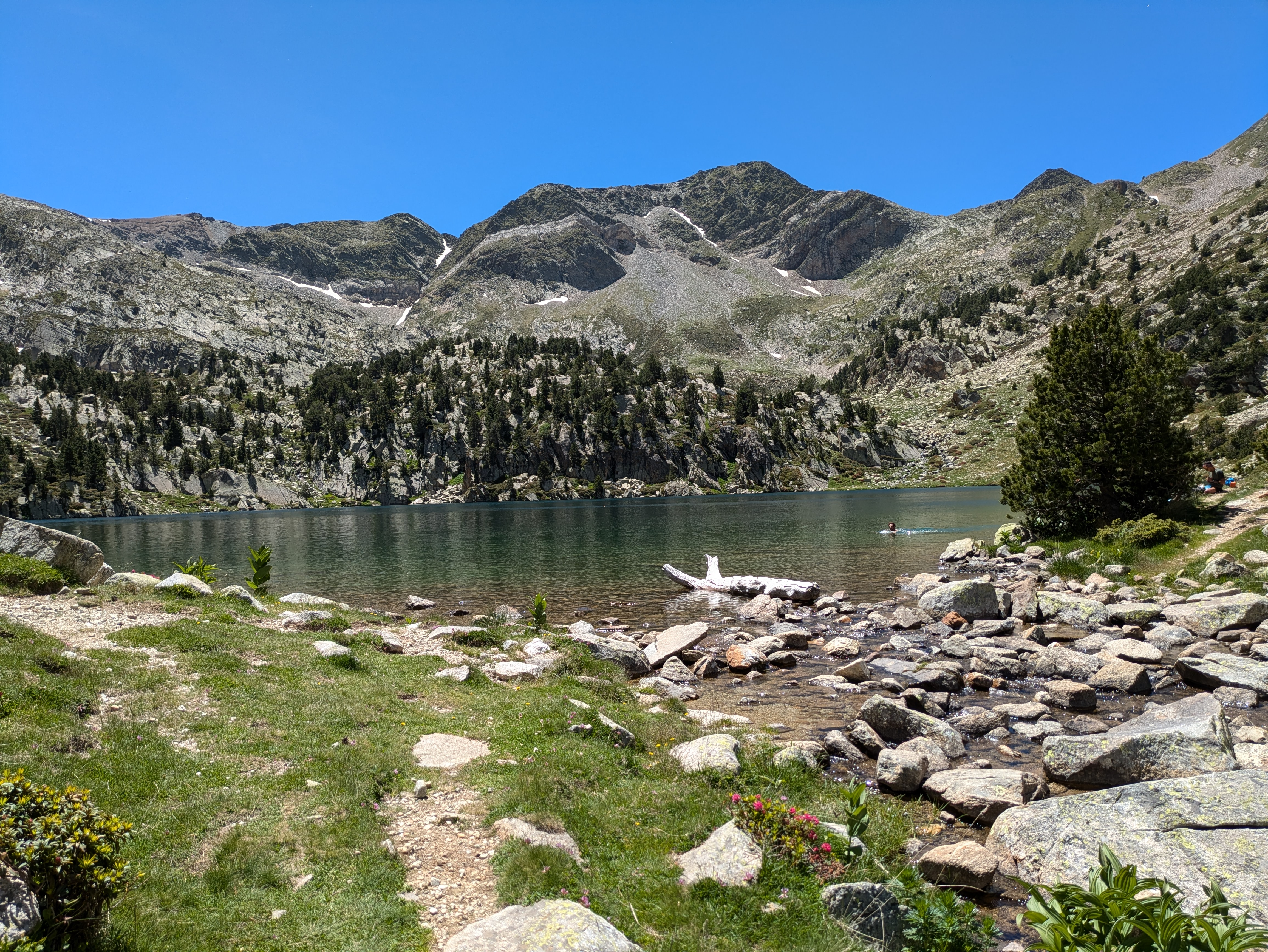
Estany de Carança, 2 270 m.

- - Étangs de la Coma de l'Infern
  - Étang de la Coma Mitjana
  - Étang de Bassibès ou de Mourens
- Planès
  - Estany de Planès

## Pyrénées espagnoles
Nomenclature : en espagnol embalse signifie « lac de barrage », ibón s'emploie pour « lac » en Haut-Aragon, estany / estanh signifie « étang » (catalan et aranais).

### Catalogne

#### Val d'Aran
Liste des lacs du val d'Aran :
- Estanh
  - Estanh des Trueites de Pincela
  - Estanh d'Uishèra
  - Estanh de Bedreda
  - Estanh de Cap deth Plan
  - Estanh de Cumedan
  - Estanh de Gards
  - Estanh de Guarbes
  - Estanh de Naut deth Clòt der Os
  - Estanh de Pica Palomèra
  - Estanh dera Èrba
  - Estanh dera Lòssa
  - Estanhs dera Pincèla
  - Estanh dera Poriaca
  - Estanhs dera Sèrra
  - Estanh dera Solana
  - Estanh deth Pietà
  - Estanh Long de Estanhcauilha
  - Estanh Long de Vilamòs
  - Estanh Nere de Güèrri
  - Estanh Nere de Parros
  - Estanh Nere deth Horcalh
  - Estanh Redon
  - Estanh Redon de Vilamòs
  - Estanhcauilha
  - Estanhets d'Albi
  - Estanhets de Maubèrme
  - Estanhets deth Pòrt
  - Estanhòla des Armèros
  - Estanhòla deth Còth de Blanheuar
  - Estanhons de Baish
  - Estanhons de Conangles
  - Estanhon de Costalies
  - Estanhon de Cuenques
  - Estanhons des Clòsos
  - Estanhon deth Clòt der Os
  - Estanhons de Naut de Marimanha
  - Estanhons des Clòsos
  - Estanhòt d'Auba
  - Estanhot de Vilac
  - Estanhòts de Molières
- Lacs de Rosari de Bassiver
- Lac de Clòto de Baish
- Lac de Clòto de Naut
- Lac de Fontfreda
- Lac de Laujò
- Lacs de Liscòrn
- Lac de Manhèra
- Lacs de Marimanha
- Lac de Naut
- Lac dera Soala
- Lac des Cabidornats
- Lac deth Ombrèr / Estanh Obago
- Lac deth Potz
- Lac Gelat de Rosari
- Lac Tòrt
- Aran – Artiga de Lin
  - Lac de Pomèro
  - Estanhon des Pois
- Aran – Arriu Nere
  - Lac deth Hòro
  - Estanh Nere (Vielha e Mijaran)
- Aran - Garos
  - Estanhot d'Escunhau
- Aran – Arriu de Valarties
  - Barrage de la Restanca
  - Estanh d'Arribereta de Baish
  - Estanh d'Arribereta de Naut
  - Lac d'Arrius ou Lac de Rius
  - Lac Tòrt d'Arrius / Lac Tòrt de Rius
  - Estanh deth Cap deth Pòrt
  - Estanh dera Colhada
  - Estanh Gelat dera Aubaga
  - Estanh de Mar
  - Estanhs de Montcasau
  - Lac de Saslòsses
- Aran - Cirque de Colomèrs
  - Colomèrs
  - Estanh de Ratèra de Colomèrs
  - Estanh des Gargolhes
  - Estanh deth Cap de Colomèrs
  - Lac deth Pòdo
  - Lac deth Pòrt de Colomèrs
  - Estanh Gelat
  - Estanh Long de Colomèrs
  - Estanh Major de Colomèrs
  - Estanh Mòrt
  - Estanh Plan
  - Lac des Cabidornats
  - Estanh Redon
- Aran - Saboredo
  - Lac de Baish de Saboredo
  - Lac de Miei de Saboredo
  - Lac Major de Saboredo
  - Lac de Naut de Saboredo
  - Lac Glaçat de Saboredo
  - Lac de Baish de Sendrosa
  - Lac de Naut de Sendrosa
- Aran - Arriu Unhòla
  - Estanh de Liat (Estanh Long de Liat)
  - Lac de Montoliu
- Aran - Arriu de Toran
  - Estanh Nere deth Cap deth Marc

#### Pallars Sobirà
Liste des lacs de Pallars Sobirà :
- Estanys de Baciver en catalan, ou lacs de Bacivèr en aranais ;
- Estany de Baix de Baciver en catalan, ou Estanh de Baish de Bacivèr en aranais ;
- Estanys de Dalt de Baciver en catalan, ou lacs de Naut de Bacivèr en aranais.

#### Vall del Noguera Pallaresa
Liste des lacs du Vall del Noguera Pallaresa :
- Pallaresa - Noguera Pallaresa
  - Estany d'Airoto
  - Estany Petit d'Airoto
  - Estany Pudo
  - Estany de Garrabea
  - Estany del Rosari d'Arreu
  - Estany superior del Rosari
  - Estanys de Marimanha
  - Estany del Ras
- Pallaresa - Vall de Cerbi
  - Estany de la Gola
  - Tres Estanys
  - Estany de Ventolau
  - Estany de Calberaute
- Pallaresa - Riu Bonaigua
  - Estany Gerber
  - Estany Llong
  - Estany Negre de Cabanes
  - Estany Redó
  - Estany de l'Illa

#### Vallée du Sègre
Liste des lacs de la vallée du Sègre :
- Sègre
  - Estany de Clarar
  - Estanys de la Pera
  - Estanys de Setut
  - Estanys de la Mugua
  - Estanys de Vall Civera
  - Els Engorgs
  - Estany Liarg
  - Estany Mals o de Guils

#### Vall de Boí
Liste des lacs du Vall de Boí :
- Boi - Vall de Boí
  - Estany de les Monges
  - Estany del Port de Caldes
  - Estany de les Margades
  - Estany de Travessani
  - Estany Clot
  - Estany de Dalt de Tumenéia
  - Estany de Baix de Tumenéia
  - Estany Negre
  - Estany de Malevesina
  - Estany de la Llosa
  - Estany de Durro
  - Estany de Cavallers
  - Embassada de Carda
- Boi - Vall de Colieto
  - Estany Gran de Colieto
  - Estanys de Colieto
  - Estanyets de Colieto
  - Estany Tort de Colieto
  - Estany de la Roca
  - Estany Blau de Colieto
- Boi - Barranc de Coma Lesbienes
  - Estanys de Comalesbienes
  - Estany Gelat
- Boi - Barranc del Sallent
  - Estany Roi de Baix
  - Estany Roi de Dalt
  - Estany Gémena de Baix
  - Estany Gémena de Dalt
  - Estanys Gelats de Gémena
  - Estany de la Llosa
- Boi - Vall de Sant Nicolau
  - Estany de Llebreta
  - Estany d'Aigusti
  - Estany de Sarrade
  - Estany de Sarradé d'Amun
  - Estany de Contraix
  - Estany Gelats
  - Estany Llong
  - Estany Redo
  - Estany Del Bergus
  - Estany Gelats del Bergus
  - Estany Negre
  - Estanys del Gavatxos
  - Estanys de Cometets
  - Estany Perdut
  - Estanys de les Corticelles
  - Estanys de Dellui
  - Estany de la Collada
  - Estany Xic
  - Estany Major
  - Estany de la Ribera
  - Estany de les Mussoles
- Boi - Riu de Sant Marii
  - Estany Gran del Pesso
  - Estany del Pesso de Baix
  - Estany de Crestell

#### Vallée Fosca
Liste des lacs de la vallée Fosca :
- Fosca - Vallée Fosca
  - Embassada de Sallente
  - Estany Gento
  - Estany Fosser
  - Estany Tort
  - Estany Vidal
  - Estany de Colomina
  - Estanh de Mar
  - Estany Frescau
  - Estany de Saburo
  - Estany de Mariolo
  - Estany de Cubieso
  - Estany Morto
  - Estany de Castieso
- Fosca - Riu de Riquerna
  - Estany Tapat
  - Estany Morera
  - Estany Grenut
  - Estany de Cogomella
  - Estany de Reguera
  - Estanyets Amagats
  - Estany Salat
  - Estany de Travessani
  - Estany de Franci
  - Estany de Ribanegra
  - Estany de Francii de Dali
  - Estany Conca

#### Vall d'Espot
Liste des lacs du Vall d'Espot :
- Espot - Sant Maurici
  - Estany de Sant Maurici
  - Estany Serull
  - Estany de Monestero
- Espot - Riu de Ratera
  - Estany de Ratera
  - Estany de la Cabana
  - Estany de la Llosa
  - Estany Gran d'Amitges
  - Estany dels Barbs
  - Estany de la Munyidera
  - Estany de les Obaques de Ratera
  - Estany del Port de Ratera
- Espot - Val de Subennix
  - Estany de Subennix
  - Estany Xic de Subennix
- Espot - Riu de Peguera
  - Estany Trullo
  - Estany de Lladres
  - Estanys de Trescuro
  - Estany de la Cabana
  - Estany Negre de Peguera
  - Estany de la Coveta
  - Estany de la Llastra
  - Estany del Cap de Port
  - Estany Gran de Peguera
  - Estanys Petits de Peguera
  - Estany Gelar
  - Estany Aimagat

#### Vall de Cardós
Liste des lacs du Vall de Cardós :
- Cardós - Vall de Cardós
  - Estany de Canedo
  - Estany de Broate
  - Estany de Romedo de Baix
  - Estany de Romedo de Dalt
  - Estany de Seno
  - Estany de Colatx
  - Estany de Guilo
  - Lac de Certescans
  - Estany de Punturri
  - Estany de Norte
  - Estany Cusell
  - Estany Blanc
  - Estanys de Guerossa
  - Estanys de Flamisella
  - Estanyol de Flamisella
  - Estany del Port
  - Estany de Mariola
  - Estany de la Ribereta de Dali
  - Estany de Molla
  - Estany de Vedos
  - Estany del Diable
  - Estany gran de Campirme
  - Estany de Soliguera

#### Vall Ferrera
Liste des lacs du Vall Ferrera :
- Ferrera - Vall Ferrera
  - Estanys de Baiau (sur la frontière avec l'Andorre)
  - Estanys d'Escorbes
  - Estany del Port Vell
  - Estany d'Areste
  - Estany Fons
  - Estany de Sotllo
  - Estany d'Estats
  - Estanys de la Coma de Setlla
  - Estany de Baborte
  - Estanys de Llaguna
  - Estanys del Torn
  - Basa de la Ribera de Lirvia
  - Estanys d'Aixeus

### Aragon

#### Vallée de l'Aragon
Liste des lacs de la vallée de l'Aragon :
- Ibon de Acherito
- Ibon de Orna
- Lac d'Estaens
- Ibón de Puerto Viejo
- Ibon de Olibon
- Ibon del Escalar
- Ibon de Astun
- Ibones de Anayet
- Ibón de Iserias ou Ibón de Samán
- Embalse de Ip

#### Vallée de Tena - Sallent de Gallego
Liste des lacs de la vallée de Tena et Sallent de Gallego :
- Embalse de Lanuza
- Embalse de la Sarra
- Ibonziecho
- Embalse de Escarra
- Embalse de Tramascatilla
- Ibon de Bucuesa
- Embalse de Ariel bajo
- Lacs d'Ariel
- Gourg Glacé
- Lac de Sclousère
- Embalse de Respomuso
- Ibon de Campoplano
- Ibones de la Facha
- Ibon de Llena Cantal
- Ibon de Tebarray
- Ibones de Pondellios

#### Vallée de Tena - Panticosa
Liste des lacs de la vallée de Tena et Panticosa :
- Ibon de los Arnales
- Embalse Bachimaña bajo
- Embalse Bachimaña alto
- Bramatuero Bajo
- Bramatuero Alto
- Ibon de lavaza
- Ibón Inferior del Brazato
- Embalse de Brazato
- Ibónes Altos del Brazato
- Ibóns d'Ordicuso
- Ibones del Infierno
- Ibon de Catieras
- Embalse de Pecico
- Ibon de Mallaruego
- Ibones das Salbas
- Ibon de Coanga
- Ibon de Xuans
- Ibon de Sabocos (?)

#### Vallée de Broto - Ara
Liste des lacs de la vallée de Broto et de l'Ara :
- Lac de la Bernatoire
- Lac de Sautaro

#### Vallée de Bielsa - Cinca
Liste des lacs de la vallée de Bielsa et de la Cinca :
- Lac Glacé du Marboré
- Petit étang Glacé du Mont Perdu
- Lacs de la Munia

#### Vallée de Chistau
Liste des lacs de la vallée de Chistau :
- Ibon de Millars
- Ibon de Plan
- Ibonet de Lavasar - Cotiella
- Ibón d'es Millàs
- Ibón d'es Lenés
- Ibón de Luzeros
- Ibón Pixon
- Ibón Llelao
- Ibón del Sen

#### Vallée de Benasque
Liste des lacs de la vallée de Benasque :
- Eriste
  - Ibon Chico de Barbarisa
  - Ibon de Barbarisa
  - Ibon de Posets
  - Ibon de les Alforches
  - Bal d'es Ibons
- Rio Esera
  - Ibón de Armeña
  - Ibón de Llardaneta
  - Embalse de Paso Nuevo
  - Ibónes de Alba
  - Lac de Coronado
  - Ibón de Paderna
  - Ibónes de Gorgures
  - Ibone Blanco
  - Ibones de Remuñe
  - Ibones de la Montañeta
  - Ibón de Cregüeña
  - Ibón de la Maladeta
  - Lac deth Còth deth Hòro
- Valle de Estos
  - Ibón de Perramó
  - Ibón de la Tartera de Perramó
  - Ibones de la Esca
  - Ibonet de Batisielles
  - Ibón Grande de Batisielles
  - Ibón de Aigüeta de Batisielles
- Valle de Ballibierna
  - Ibones de Ballibierna
  - Estany de Llosars
  - Ibón de Pedras Albas
  - Ibones de Coronas

#### Vallée de Barrabès
Liste des lacs de la vallée de Barrabès :
- Vall de Molières
  - Estanhots de Molières
- Vall de Conangles
  - Lac Redon
  - Estanhets de Conangles
- Vall de les Salenques
  - Estany del Cap de la vall
  - Estany Negre
  - Estanyet de la Tallada
- Vall Anglos
  - Estanyets de Cap d'Anglos
  - Estany de l'Obaga
  - Estanyets del Mig
  - Estany d'Anglos
  - Estany Fe
  - Estanyet de Cap de Riuno
  - Bassa del Mig de Riuno
  - Estanyet de Riucho
- Vall de Llauset
  - Ibón Chelat
  - Estanyets de Coma Arnau
  - Estany del Cap de Llauset
  - Estany de Botornas
  - Estany de Llhauset
  - Estanyets del Clot
- Vall de Besiberri
  - Estany de Besiberri
  - Estanyet de Besiberri de Dalt
  - Estanyet de l'Obaga de Besiberri
  - Estanyet de Molar Gran
- Vall de Castanesa
  - Estany de Basibé

### Navarre
- Lac souterrain d'Akuandi (massif d'Urbasa)
- Canyon d'Arbaiun
- Balsa Ezkoriz
- Embalse de Irabia (ou embalse de Irbia ?)
- Embalse de Eugi
- Artikutzako Urtegia

## Pyrénées andorranes
Liste des lacs d'Andorre :
- Andorre - Riu de Seturia
  - Estanys Clots
- Andorre - Valira del Nord
  - Estany de les Truites
  - Estany Negre
  - Estanys de Coma Pedrosa
  - Estanys Forcats
  - Estanys de l'Angonella
  - Estanys de Tristaina
  - Estany Esbalçat
  - Estany de Sortany
  - Estany de Creussans
- Andorre - Valira-Orient
  - Estany d'Engolasters
  - Estany Ensagents
  - Estanys del Griu
  - Llac del Cubil
  - Lacs dels Pessons
  - Estany d'Engait
  - Estany d'Incles
  - Basses del Siscaró
  - Estanys de Juclar
  - Estany Gran de la Vall del Riu
  - Estany de Pala Alta
  - Estanys de Ransols
  - Estany de Queral
  - Estany de Cabana Sorda
  - Estany Enrodat
- Andorre - Riu Madriu
  - Estany de la Nou
  - Estanys de Perafita
  - Estany Blau
  - Estany Forcat
  - Estany de la Bova
  - Estany Rodó
  - Estany de l'Illa
- Andorre - Vall Civera
  - Estany de Montmalús